# Mazda MX Sport Tourer
Le Mazda MX Sport Tourer est un concept car du constructeur automobile Japonais Mazda, présenté au salon de Genève en 2001 aux côtés de la Mazda RX-8.
Son design est celui d'un break à l'allure de coupé, il opte pour des portières à ouverture antagonistes, et un large toit ouvrant en verre. Il s'inscrit dans le langage stylistique Zoom-Zoom de Mazda et certaines de ses lignes, dont la face avant, inspireront la Mazda 6 de première génération.
Il utilise une motorisation hybride combinant un moteur électrique et un moteur thermique 2 litres S-VT selon l'allure, associée une transmission intégrale.

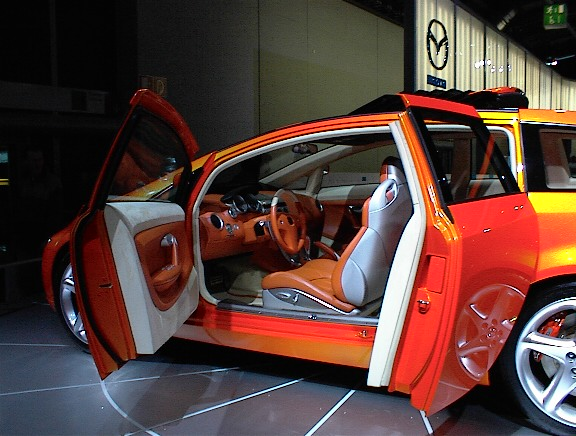
Les portières à ouverture antagonistes du MX Sport Tourer

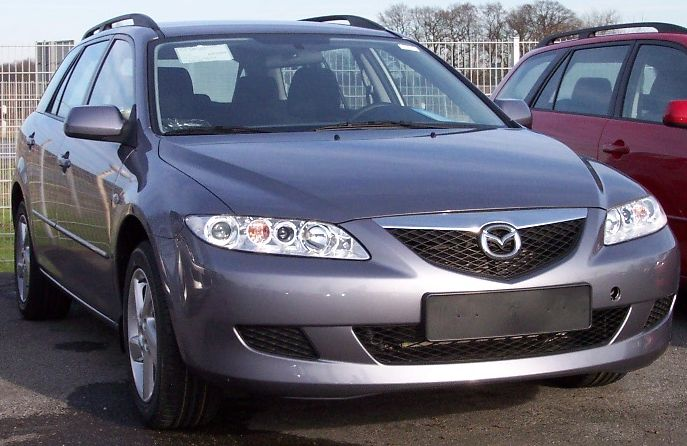
La Mazda 6 s'inspire du concept MX Sport Tourer